# Calle de la Gauchetière
La Calle de la Gauchetière (en francés: Rue de la Gauchetière) es una calle situada en la ciudad de Montreal, en la provincia de Quebec (Canadá). Atraviesa el centro de la ciudad, el Barrio internacional y el barrio chino.
En el barrio chino, toma la forma de una zona peatonal, entre el Bulevar de Saint Laurent y la calle Jeanne-Mance. Entre la calle Peel y la calle de la montaña, cambia su nombre por el de la avenida des Canadiens-de-Montréal (Avenida de los canadienses de Montreal).
La calle se extiende a través del distrito central de negocios, cuenta con lugares emblemáticos como la Plaza Bonaventure, el rascacielos de la Gauchetière y el Château (Castillo) Champlain. La Calle de la Gauchetiere también forma el límite sur de la Place du Canada (Plaza de Canadá). La torre Bell Centre se encuentra en la parte que fue rebautizada como Avenida de los Canadiens-de-Montréal.